# Hillary Wolf
Hillary Wolf (Chicago (Illinois), 7 februari 1977) is een Amerikaanse voormalige jeugdactrice, nadien actief als judoka.
Ze was het meest opmerkelijk voor de hoofdrol als de hoofdpersoon Laura in de theatrale film Big Girls Don't Cry ... They Get Even en voor haar rol als Megan in de Home Alone series.
Ze won de Wereldkampioenschappen judo voor junioren in 1994, en vertegenwoordigde de Verenigde Staten in het judo op de Olympische Zomerspelen 1996 en de Olympische Zomerspelen 2000.